# لیزی بروشره
لیزی بروشره (فرانسوی: Lizzie Brocheré‎؛ زادهٔ ۲۲ مارس ۱۹۸۵) بازیگر اهل فرانسه است. وی از سال ۱۹۹۵ میلادی تاکنون مشغول فعالیت بوده‌است.
از فیلم‌ها یا برنامه‌های تلویزیونی که وی در آنها نقش داشته است می‌توان به داستان ترسناک آمریکایی و ساعت اشاره کرد.